# Japan (együttes)
A Japan egy 1974-ben alakult brit art pop/ new wave//glam rock//szintipop/ posztpunk zenekar volt. Az 1980-as évek elején érték el népszerűségük tetőpontját, mikor az újhullám uralta a zenei világot. Legsikeresebb számuk a Ghosts.

## Pályafutásuk
Az együttes tizenévesek baráti társaságából alakult meg egy délkelet-londoni iskolában, 1974-ben; tagjai David Sylvian énekes, Mick Karn basszusgitáros, Richard Barbieri billentyűs, Steve Jansen dobos, Rob Dean gitáros. Kezdetben David Bowie és a New York Dolls által ihletett glam rock stílusú zenét játszottak, de ismeretlenek maradtak.
1979-ben elektronikus stílusra váltottak; Quiet Life nagylemezüket az év egyik legújítóbb albumának nevezték, ám ez sem volt sikeres. A hírnevet végül az 1981-es Tin Drum hozta meg, melyről a Ghosts című szám az 5. helyet szerezte meg a brit toplistán. 1982-ben személyes ellentétekre hivatkozva feloszlottak (utolsó fellépésük december 16-án volt Nagojában), a tagok pedig szólókarrierekbe kezdtek. 1989-ben az együttes újraalakult Rain Tree Crow néven, de 1991-ben ismét feloszlottak.

## Diszkográfia
- Adolescent Sex (1978)
- Obscure Alternatives (1978)
- Quiet Life (1979)
- Gentlemen Take Polaroids (1980)
- Tin Drum (1981)
- Oil on Canvas (1983, élő album)
- Rain Tree Crow (1991, Rain Tree Crow név alatt)